# Апостолики диакония
Апо́столики диакони́я (греч. Αποστολική Διακονία — «апостольское служение») — миссионерское общество, находящееся в непосредственном ведении Священного синода Элладской православной церкви, координирующее деятельность различных церковных организаций, а также просветительскую деятельность монастырей и скитов. Существует с 1936 года, официальную регистрацию получило в 1946 году, устав утверждён в 1969 года.
Управляется Центральным советом, состоящим из 7 человек, под председательством архиепископа Афинского; в совет входят: епископ — генеральный директор, 2 члена Священного синода ЭПЦ, 2 профессора Афинского университета и представитель Министерства образования Греции. Помимо совета имеется 4 департамента: по административным и экономическим делам, миссионерско-образовательный, издательский, департамент телерадиовещания и библиотек. В Центре «Апостолики диакония» располагается Исполнительный комитет Священного Синода и его Экономический отдел, а также Афинский межхристианский центр, редакции журналов «Εκκλησία», «Εφημέριος», «θεολογία», газеты «Εκκλησιαστική Αλήθεια», радиостанция Элладской Церкви.

## Деятельность
Согласно Уставу Элладской церкви (1977, статья 40), «Апостолики диакония Греческой церкви под наблюдением и контролем П[остоянного] С[вященного] С[инода] она обеспечивает планирование, организацию и выполнение всей миссионерской и просветительской работы Церкви». Целями «Апостолики диакония» являются:
1. Забота о подготовке проповедников, исповедников и помощников в церковной работе.
2. Систематическое изучение и организация катехизической работы Церкви в целом, отличная подготовка кадров и поддержка учащейся молодёжи.
3. Укрепление любыми подходящими средствами православного мировоззрения греческого народа, информирование о посещении Греции иностранцами, а также поддержка местных православных учреждений для развития православной миссии.
4. Забота об образовании социальных работников церкви и об укреплении её социальной работы.
5. Забота обо всех видах церковных изданий.
6. Забота о церковных передачах и публикациях для средств массовой информации, а также производство образовательных аудиовизуальных материалов.